# Nadège Lefebvre
Pour les articles homonymes, voir Lefèvre.
Nadège Lefebvre, née le 25 octobre 1960, est une femme politique française. Brièvement sénatrice de l'Oise en 2017, elle devient ensuite présidente du conseil départemental de l'Oise.

## Biographie
Après avoir travaillé dans le domaine du handicap, elle devient responsable des ressources humaines en 1992.
De 2012 à 2017, elle est suppléante du député Jean-François Mancel.

## Mandats locaux

### Mairie de Lachapelle-aux-Pots
Elle décide de s'engager dans la vie municipale, en entrant au conseil municipal de Lachapelle-aux-Pots, en 1983. Elle devient adjointe au maire de 1992 à 2008 année où elle est élue maire de cette commune.
Elle prend la présidence de communauté de communes du pays de Bray en 2001.

### Conseil départemental de l’Oise
Elle se présente aux élections cantonales françaises de 2008, sur le canton du Coudray-Saint-Germer  mais est battue au second tour par le socialiste Jean-Louis Aubry.
Aux élections départementales françaises de 2015, elle se présente en binôme avec Franck Pia sur le canton de Beauvais-2. Le binôme s'impose à la suite d'un duel avec le Front national avec 58,49 %. Elle devient alors vice-présidente du conseil départemental de l'Oise.
Elle devient présidente du conseil départemental le 25 octobre 2017 à la suite d'Édouard Courtial, frappé par la législation limitant le cumul des mandats en France, ne pouvant conserver ses mandats exécutifs locaux, après avoir été pressentie pour lui succéder à la présidence du conseil général de l'Oise,,.
Le 22 janvier 2025, Libération révèle une note interne du Conseil départemental de l'Oise visant à « torpiller » le journal Oise Hebdo, en rachetant la marque « Oise Hebdo » afin d'empêcher le journal de l'utiliser ou en ayant recours à un « hacker » pour mettre hors-service son site web,. L'entourage de Nadège Lefebvre, la présidente du conseil départemental, confirme l’existence de cette note mais nie toute volonté de nuire à l'organe de presse.

## Engagements nationaux

### Sénat
En 2017, elle s'engage, dans le cadre des élections sénatoriales de 2017 dans l'Oise, aux côtés d'Édouard Courtial. En deuxième position sur cette liste, elle est élue sénatrice de l'Oise.
Elle siège au sein de la commission de l'aménagement du territoire et du développement durable.
Elle s'engage notamment pour la mise en place d'un pass permis citoyen et pour la stabilité des conseils municipaux.
Élue à la tête du département, elle démissionne et cède sa place le 25 novembre 2017, à Jérôme Bascher.